# 語学教授法
語学教授法（ごがくきょうじゅほう）とは、実地教育の技法（教授法）のうち、特に言語教育に使われる技法を指す。広義には教育理念を含むことがあり、また、狭義には個別の教育テクニックを指すことがある。また、教授法として流通しているものには、本来「メソッド」と呼ばれるものと「アプローチ」と呼ばれるものが含まれる。

## 変遷
一般的に、伝統的な語学教授法は経験則に基づくものが多く、近代的な語学教授法は、特定の、あるいは総合的な第二言語習得の理論に基づいて形成される場合が多い。また、その性質上、時代背景や学習者のニーズにより、語学教授法も変遷する。

### 日本国内
日本の場合、海外からの知識の輸入に力点が置かれた時代が長く、古くは平安時代の僧らの返り点送り仮名による漢文訓読法から、現代の受験英語まで、文法翻訳中心の外国語教授法（文法訳読法）が一般的であった。また、逆に明治以降の日本の海外進出に伴う非日本語話者向け日本語教育では、当初は文法訳読法が用いられたものの、その後は直接法が広く用いられるようになった。
現在、日本国内で日本語母語話者が日本語教師となる場合は直接法が用いられるのが一般的である。海外で日本語非母語話者が日本語教師となる場合は、地域によってはいまだに文法訳読法が用いられるケースがあるが、日本への留学者が、帰国後、日本語教師の任に就くことが増えるに従い、また、英語教育理論として発達した近代的な言語習得理論が援用されるにしたがって、コミュニカティブアプローチをベースとした直接法による日本語教育が広く行われるようになっている。

### 日本国外

#### 1970年代
世界的には、1970年代に入ると、認知心理学、行動学、脳生理学など、科学的な知見に基づく言語習得理論が世界各地で開発され、それをもとにした語学教授法が次々と現れた。
この時代までに語学教授法として認識されたものには、たとえば次のようなものがある。
- 文法訳読法
- 直接法
- オーラルメソッド
- USアーミーメソッド
- オーディオリンガル
- ナチュラリスティックアプローチ
- コミュニカティブアプローチ
- コミュニティーランゲージラーニング
- トータル・フィジカル・レスポンス（TPR）
- ノーショナル・ファンクショナルアプローチ
- サイレントウエイ
- サジェストペディア
- イマージョンメソッド（イマージョン・プログラム）
- ヴェルボ・トナール・メソッド（VT法）
- トマティスメソッド

これら個別の語学教授法は、あるものは歴史の変遷に伴って存在意義を失い、あるものは新しいテクノロジーやコンセプトに取って替わられ、あるものはその特殊性ゆえに後継が育たず創始者亡きあとに社会的な活力を失った。また、学問的な世界では、個別の教授法の教育効果は、扱う変数の多さ、比較対象グループの作りにくさから、厳密な測定が事実上不可能であるため、敬遠されがちな分野となっている。そうした中、個別の「語学教授法」に向けられる社会の目も次第に冷めたものとなった。

#### 1990年代以降
1990年代以降は、こうした個別の言語教授法ではなく、教授形態を教師の役割別に分類して取り扱うことがトレンドとなった。例えば、以下のような分類がなされている。
- 教師を中心としたアプローチ
  - 　伝統的な教室学習
  - 　1970年代までに現れたほとんどの語学教授法
- 折衷的なアプローチ
  - 　コグニティブ・アプレンティスシップ
  - 　スカフォールディング
- 学習者を中心としたアプローチ
  - 　自主性を尊重した学習（オートノマス・ラーニング）
  - 　CML（コンピュータを媒介とした学習）
  - 　母語話者のコミュニティーを利用した学習

また、2000年代に入ると、1970年代にコミュニカティブアプローチの隆盛によって一旦は軽視された文法の学習も、フォーカス・オン・フォームのコンセプトとともに新しい形で、注目されるようになった。